# Mercury
«Mercury» («Мерк'юрі») — марка автомобілів Ford Motor Company, заснована в 1938 році для продажу автомобілів середньої цінової категорії (Medium — Price Field), розташованих між відносно доступними моделями Ford і люксовими автомобілями Lincoln.
Спочатку цей підрозділ випускав автомобілі повністю незалежної розробки, але в останні роки всі моделі Mercury будували на спільних платформах з моделями Ford.

## Історія марки

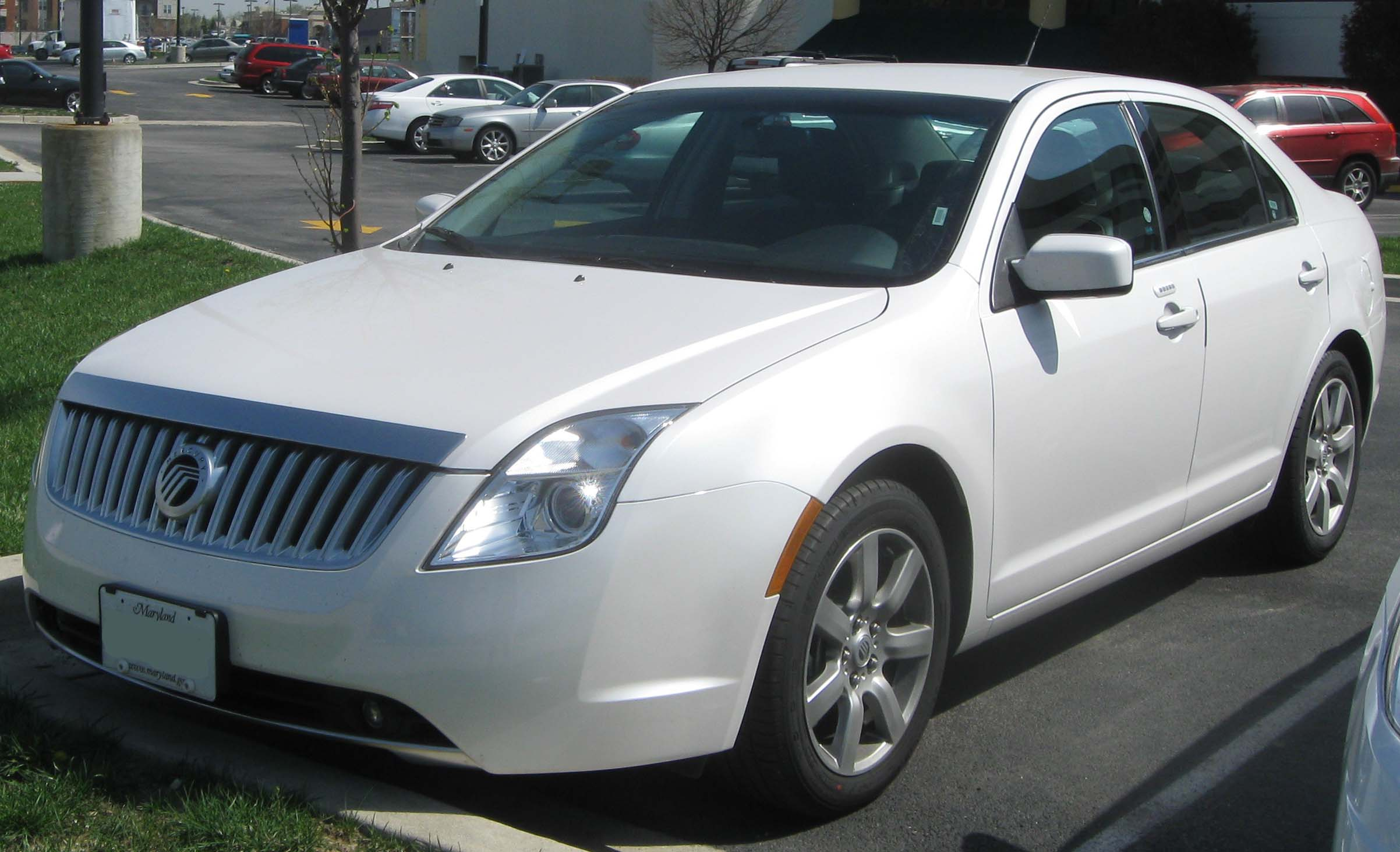
Mercury Milan 2010

- Марка Mercury була заснована 1 червня 1938 року як преміум-бренд в рамках компанії Ford. Перша модель, яка вийшла під цією маркою, була Mercury Eight 1939 року. В перші роки Mercury відзначався стилістично і технічно удосконаленими моделями, які дозволяли компанії Ford конкурувати з такими брендами, як Buick і Oldsmobile, що належали General Motors. Після Другої світової війни Mercury здобув популярність завдяки розкішним моделям і новим інноваціям.
- В 1949 році була представлена модель Mercury Monterey, яка стала дуже популярною.
- В 1950-1960 роках, Mercury став відомим за свої потужні автомобілі з великою кількістю нововведень, таких як стильні кузови, вдосконалена аеродинаміка і комфортні салони. У цей період марка представила моделі, які отримали великий попит, такі як Mercury Montclair та Mercury Comet.
- В 1970 роках, Mercury пережив свій розквіт, зокрема завдяки популярності моделей, таких як Mercury Cougar (поява цієї моделі мала велике значення для компанії і стала однією з ікон американського автопрому). Моделі стали відомими завдяки своїй потужності, стилю і комфортності.
- В 1980-1990 Mercury почав знижувати свою популярність. Компанія почала втрачати свою ідентичність через модельний ряд, що дедалі більше схожі на продукцію Ford. Тим не менш, були випущені кілька успішних моделей, таких як Mercury Sable.
- У 2000-х роках марка стала менш помітною. У 2005 році було прийнято рішення припинити виробництво деяких моделей і переглянути модельний ряд. Останнім великим проектом був Mercury Milan, який зазвичай був схожий на Ford Fusion. У 2010 році компанія Ford прийняла рішення про припинення виробництва автомобілів під маркою Mercury через зниження продажів і погіршення фінансових показників.

Виробництво автомобілів цієї марки було припинено в 2010 році (останній автомобіль випущений у січні 2011-го ). Було заявлено, що для компенсації під брендом Lincoln у найближчі 4 роки буде створено 7 нових, порівняно бюджетних моделей.